# Marko Babac
Marko Babac (en serbe : Марко Бабац, né à Zemun (Belgrade) le 9 mars 1935 et mort le 12 juillet 2014 dans la même ville, est un réalisateur, scénariste, monteur et producteur yougoslave, aussi professeur et théoricien du cinéma.
Il fait partie de la Vague noire.

## Biographie
Marko Babac étudie la médecine à Belgrade et obtient son diplôme en 1962.
Il est un des fondateurs, en 1951, du ciné-club « Beograd » qui présente des films amateurs et est récompensé par de nombreuses distinctions. Il est reconnu en Yougoslavie comme le maître du film amateur.
Depuis 1961, il s'implique professionnellement dans le monde du cinéma en tant que monteur et réalisateur et, après quelques courts-métrages, il écrit les scénari et participe à la réalisation de trois longs métrages, Kapi, vode, ratnici (segment Mali skver en 1962), Grad (segment Srce en 1963) et Ko puca otvorice mu se (1965). Il est récompensé par un diplôme spécial du meilleur réalisateur au Festival du film de Pula pour Kapi, vode, ratnici. Le film Grad a été interdit de diffusion en public et ce jusqu'en 1990.
En 1994, au 41e festival yougoslave du film documentaire et de court métrage son film Triptih o stradanju i molitvi est récompensé. Il réalise en 1999 les documentaires Je Srbin soi kinematografiše (Il y a un cinéma serbe) et Srbija u Prolece 99 (la Serbie au printemps 99) à l'époque des bombardements de l'OTAN.
De 1963 à 1976, il travaille à la télévision (TV Belgrade, TV Sarajevo) comme journaliste-cameraman, réalisateur et monteur indépendant. Il a produit treize longs métrages, réalisé plus de quatre-vingt courts-métrages pour la télévision, trois documentaires de court-métrage, deux dramatiques et produit quelque cent courts métrages (documentaires, films d'animation et séries télévisées.
Depuis 1966, il enseigne le montage à l'académie pour le théâtre, le cinéma, la radio et la télévision de Belgrade, et, en 1971, il fonde le département montage de film et de télévision.
En 1978, il réalise le documentaire, très remarqué, Kad je nebo bilo crno nad Beogradom (littéralement : Quand le ciel était noir) sur l'Opération Châtiment, le bombardement de Belgrade par les Allemands en 1941, effectué sans déclaration de guerre.
Depuis 1980, il est professeur titulaire à la Faculté des arts dramatiques à l'Université des Arts de Belgrade.
Afin d'étudier les méthodes pédagogiques dans d'autres collèges et universités, il a séjourné en Pologne (Łódź, 1978 et 1988), en Tchécoslovaquie (Prague, 1982), en Union soviétique (Moscou, 1985), en Hongrie (Budapest, 1986), aux États-Unis (Los Angeles, 1988), Israël (Tel Aviv, 1988 et Jérusalem, 1990), en Italie (SACI-Studio Art Centers International, 1999), où il a donné des conférences.

## Filmographie

### Longs métrages
- 1962 : Kapi, vode, ratnici - segment Mali skver
- 1963 : Grad - segment Srce
- 1965 : Ko puca otvoriće mu se (sh)

### Courts métrages
- 1957 : Drveni konjic
- 1957 : Metamorfoza
- 1957 : Kavez (documentaire)
- 1958 : Ceznja
- 1958 : Devojka i vetar
- 1958 : Jajinci (documentaire)
- 1960 : Libera
- 1964 : Braca